# Бельчук, Игорь Львович
Игорь Львович Бельчук (род. 15 мая 1947) – директор Дальневосточной региональной дирекции ОАО «Промсвязьбанк», вице-губернатор Приморского края с 1993 по 2001 год. Член-корреспондент Российской инженерной академии.

## Биография
Игорь Бельчук родился 15 мая 1947 года в семье инженеров-строителей: Льва Александровича и Регины Соломоновны, в девичестве Ржевской. В школьные годы занимался борьбой и работал в цехах Дальзавода. Окончил строительный факультет ДВПИ, затем работал на стройке. После увлекся строительной наукой и работал в Дальневосточном научно-исследовательском, проектно-конструкторском и технологическом институте по строительству.
В 1990 году был избран директором института Союздальгипрорис, а тремя годами позже вошел в команду нового губернатора Приморского края Евгения Наздратенко в качестве вице-губернатора. На посту курировал строительство, дорожное хозяйство, транспорт и деятельность девяти морских портов.
В 2001 году под давлением и.о. губернатора края Константина Толстошеина Бельчук подал в отставку.
С 2003 года возглавляет региональную дирекцию ОАО «Промсвязьбанка».